# بيل إكس-2
بيل إكس-2 (بالإنجليزية: Bell X-2)‏ هي طائرة تجريبية، بنيت للتحقق من خصائص الطيران في سرعة من 2 إلي 3 ماخ.أنتجت في الولايات المتحدة. من صناعة بيل للطائرات. كانت تستخدم بشكل أساسي من قبل القوات الجوية للولايات المتحدة. كان أول طيران لها في 18 نوفمبر 1955. انتهت خدمتها في 27 سبتمبر 1956 . صنع منها طائراتن.

## المستخدمون
- سلاح الجو الأمريكي
- اللجنة الاستشارية الوطنية للملاحة الجوية